# Microstegium ciliatum
Microstegium ciliatum là một loài thực vật có hoa trong họ Hòa thảo. Loài này được (Trin.) A.Camus mô tả khoa học đầu tiên năm 1922.